# Ecodonia ephyrinaria
Ecodonia ephyrinaria es un género de polilla de la familia Geometridae. El género fue descrito por primera vez por  (Charles Oberthür en 1953 y se puede encontrar con endemismo en la China oriental. Los sintipos de la especie fueron descritos a nivel de la aldea de Cigu (o Tsekou), en las mesetas de Yunnan.